# Charles Vernon Shank
Charles Vernon „Chuck“ Shank (Mount Holly, Nova Jérsei, 12 de julho de 1943) é um físico estadunidense, que trabalha com física do laser.
Shank estudou na Universidade da Califórnia em Berkeley, onde obteve o mestrado em 1965 e um doutorado em engenharia elétrica em 1969. Trabalhou depois no Bell Labs, onde permaneceu até 1989. De 1989 a 2004 foi diretor do Laboratório Nacional de Lawrence Berkeley. Desde 2004 é professor de física, química, engenharia elétrica e informática da Universidade da Califórnia em Berkeley.
Desenvolveu com Erich Ippen na década de 1970 corantes laser ajustáveis e em 1974 um corante laser com bloqueamento de modo passivo para geração de pulsos ultracurtos (menos de 1 pico-segundo). Shank foi um pioneiro na geração de pulsos ultra-curtos e sua aplicação na espectroscopia de femtosegundos, com a qual investigou dentre outros processos químicos a rodopsina, fundamental para a fotossíntese. Em 1971 desenvolveu com Herwig Kogelnik o primeiro laser com retroação distribuída.
Em 1988 foi eleito fellow da American Physical Society. É membro da Academia Nacional de Ciências dos Estados Unidos (1984), da Academia de Artes e Ciências dos Estados Unidos (1986) e da Academia Nacional de Engenharia dos Estados Unidos. Recebeu o Prêmio R. W. Wood de 1981, o Prêmio George E. Pake de 1984, o Prêmio Arthur L. Schawlow de Física do Laser de 1997, com Erich Ippen. Recebeu o Prêmio Enrico Fermi de 2014.

## Obras
- com Ippen Mode locking of dye lasers, in Fritz Peter Schäfer Dye Lasers, Springer 1973, p. 121-274
- com Ippen, Dienes: Passive mode locking of the cw dye laser, Applied Phys.Letters, Vol. 21, 1972, p. 348
- com Ippen, Dienes: A mode locked cw dye laser, Applied Phys. Letters, Vol. 19, 1971, p. 258
- com Herwig Kogelnik Coupled wave theory of distributed feedback lasers, J. Applied Physics, Vol. 43, 1972, p. 2327
- Physics of Dye Lasers, Rev. Mod. Phys., Vol. 47, 1975, p. 649